# Chloé Zhao
Zhao Ting (Chinês: 赵婷; pinyin: Zhào Tíng; Pequim, 31 de março de 1982), mais conhecida como Chloé Zhao, é uma diretora, roteirista, produtora e editora chinesa conhecida por seu trabalho em filmes independentes americanos. Seu primeiro filme, Songs My Brothers Taught Me (2015), estreou no Festival Sundance de Cinema. Seu segundo longa-metragem, The Rider (2017), foi aclamado pela crítica e recebeu vários elogios, incluindo indicações ao Independent Spirit Award de Melhor Filme e Melhor Diretor. 
Zhao obteve mais sucesso com Nomadland (2020), que atraiu reconhecimento internacional e ganhou muitos prêmios, incluindo o Leão de Ouro no Festival de Cinema de Veneza, o People's Choice Awards no Festival Internacional de Cinema de Toronto e vários prêmios de Melhor Filme. Zhao ganhou prêmios de direção no Oscar, no Sindicato dos Diretores da América, no Globo de Ouro e no British Academy Film Awards. Em cada um desses, ela foi a segunda mulher e a primeira mulher asiática a vencer a categoria.
Zhao dirigiu o blockbuster Eternals, filme de super-heróis do Universo Cinematográfico Marvel, lançado em Novembro de 2021.

## Biografia
Zhao Ting nasceu e foi criada em Pequim pelo seu pai, Zhao Yuji, ex-gerente geral de uma empresa siderúrgica estatal. Seus pais são separados e seu pai se casou novamente com a atriz Song Dandan. Ao crescer, ela era muito rebelde e atraída pelas influências da cultura pop ocidental. Ela frequentou um colégio interno em Londres antes de se mudar para Los Angeles para terminar o ensino médio. Zhao estudou no Mount Holyoke College, graduando-se em ciências políticas. Ela trabalhou como promotora de festas, no setor imobiliário e como bartender antes de estudar produção de filmes na Escola de Artes Tisch da Universidade de Nova Iorque.

## Carreira
Em 2010, o curta-metragem de Zhao, Daughters, estreou no "Festival Internacional de Curtas-Metragens de Clermont-Ferrand" e ganhou o prêmio de "Melhor Ação ao Vivo para Estudantes" no ShortFest Internacional de Palm Springs de 2010 e Prêmio do Júri Especial no Cinequest Film Festival de 2010.
Em 2015, Zhao dirigiu seu primeiro longa-metragem, Songs My Brothers Taught Me. Filmado na Reserva Indígena de Pine Ridge, na Dakota do Sul, o filme retrata a relação entre um irmão Dacota Sioux e sua irmã mais nova. O filme estreou como parte da Competição Dramática dos EUA no Festival Sundance de Cinema. Mais tarde, foi exibido no Festival de Cannes como parte da seleção Quinzena dos Realizadores. O filme foi indicado ao prêmio de Melhor Longa-Metragem no 31º Independent Spirit Awards.
Em 2017, ela dirigiu, The Rider, um drama ocidental contemporâneo que segue a jornada de um jovem caubói para se descobrir, depois que um acidente quase fatal acaba com a sua carreira profissional de montaria. Semelhante ao seu primeiro longa, Zhao utilizou um elenco de não-atores que moravam no rancho onde o filme foi filmado. O ímpeto de Zhao em fazer o filme surgiu quando Brady Jandreau – um cowboy que ela conheceu e fez amizade na reserva onde filmou seu primeiro filme – sofreu um grave ferimento na cabeça quando ele foi jogado do cavalo durante uma competição de rodeio. Jandreau mais tarde estrelou o filme, interpretando uma versão ficcional de si mesmo como Brady Blackburn. O filme estreou no Festival de Cannes como parte da seleção Quinzena dos Realizadores e ganhou o Art Cinema Award. O filme ganhou suas indicações para Melhor Longa e Melhor Diretor no 33º Independent Spirit Awards. Na mesma cerimônia, Zhao se tornou a vencedora inaugural do Bonnie Award, em homenagem a Bonnie Tiburzi, que reconhece uma diretora no meio da carreira. O filme foi lançado em 13 de abril de 2018 pela Sony Pictures Classics e foi aclamado pela crítica. Peter Keough, do The Boston Globe, escreveu: "[O filme] alcança o que o cinema é capaz de melhor: reproduz um mundo com tanta perspicácia, fidelidade e empatia que transcende o mundano e toca o universal".
Em 2018, Zhao dirigiu seu terceiro longa-metragem Nomadland. O filme foi rodado durante quatro meses viajando pelo oeste americano em um trailer com trabalhadores nômades da vida real. O filme estreou no Festival de Cinema de Veneza, onde recebeu aclamação da crítica e ganhou o prêmio Leão de Ouro, e, posteriormente, ganhou o People's Choice Awards no Festival Internacional de Cinema de Toronto de 2020. O filme foi lançado em 19 de fevereiro de 2021 pela Searchlight Pictures. Zhao ganhou o Golden Globe Awards de Melhor Diretor por Nomadland, tornando-a a primeira mulher de ascendência asiática homenageada. Ela também é a segunda mulher a ganhar um Globo de Ouro pela direção desde Barbra Streisand em 1984.
Em 15 de fevereiro de 2021, a Variety relatou que "com 34 troféus da temporada de premiações de direção, 13 de roteiro e nove de edição, Chloe Zhao ultrapassou Alexander Payne (“Sideways”) como a pessoa mais premiada em uma única temporada de prêmios na era moderna". Posteriormente Zhao ganhou mais prêmios e aumentou o seu recorde.

### Próximos projetos
Em setembro de 2018, a Marvel Studios a contratou para dirigir Os Eternos, filme baseado nos quadrinhos de mesmo nome. As filmagens começaram em agosto de 2019, no Reino Unido e foram oficialmente encerradas no dia 03 de fevereiro de 2020. Em março de 2020, a Scanline VFX, uma das empresas que trabalha nos efeitos visuais do filme, confirmou que a pós-produção seria feita remotamente devido à pandemia de coronavírus. Originalmente agendado para ser lançado nos Estados Unidos em 06 de novembro de 2020, e 05 de novembro em Brasil, o lançamento do filme foi adiado por causa da pandemia de coronavírus 2019-2020. Agora, o lançamento está programado para 05 de novembro de 2021. Em 04 de janeiro de 2021, foi revelado que Zhao também é creditada como roteirista do filme.
Em abril de 2018, foi anunciado que o Amazon Studios deu sinal verde para o filme biográfico de Bass Reeves, um western histórico sobre o primeiro vice-marechal negro dos EUA. Zhao está confirmada para dirigir o filme e escrever o roteiro.

## Vida pessoal
Zhao reside em Ojai, na Califórnia, com três galinhas e dois cachorros, e seu parceiro e diretor de fotografia, Joshua James Richards.

## Filmografia

### Filmes
| Ano  | Título                      | Diretora | Roteirista | Produtora | Editora | Notas |
| ---- | --------------------------- | -------- | ---------- | --------- | ------- | ----- |
| 2015 | Songs My Brothers Taught Me | Sim      | Sim        | Sim       | Sim     |       |
| 2017 | Domando o Destino           | Sim      | Sim        | Sim       | Não     |       |
| 2020 | Nomadland                   | Sim      | Sim        | Sim       | Sim     |       |
| 2021 | Eternos                     | Sim      | Sim        | Não       | Não     |       |
| TBA  | Hamnet                      | Sim      | Sim        | Não       | Não     |       |

### Curtas
| Ano  | Título                          | Diretora | Roteirista | Produtora | Editora |
| ---- | ------------------------------- | -------- | ---------- | --------- | ------- |
| 2008 | Helen's First Date in Two Years | Não      | Não        | Sim       | Não     |
| 2008 | Post                            | Sim      | Sim        | Sim       | Sim     |
| 2009 | The Atlas Mountains             | Sim      | Sim        | Sim       | Sim     |
| 2009 | Simple Pleasures                | Não      | Não        | Sim       | Não     |
| 2010 | Daughters                       | Sim      | Sim        | Sim       | Não     |
| 2011 | Benachin                        | Sim      | Não        | Não       | Não     |